# Moyahua de Estrada
Moyahua de Estrada é um município do estado de Zacatecas, no México.